# Reinhard Lettmann
Reinhard Lettmann (né le 9 mars 1933 à Datteln (Westphalie) et mort le 16 avril 2013 à Bethléem (Cisjordanie)) est un prélat catholique allemand, soixante-quinzième évêque de Münster de 1980 à 2008.

## Formation
Fils d'un charpentier travaillant à Datteln, Reinhard Lettmann étudie la philosophie et la théologie à l'université de Münster, à l'université de Fribourg et à l'université d'Innsbruck. Le 21 février 1959, il est ordonné prêtre à Münster par Michael Keller (de). Par la suite, il travaille comme aumônier à Saint-Étienne à Beckum. De 1960 à 1963, il étudie le droit canonique à l'université pontificale grégorienne de Rome.

## Ministères
En 1963, il devient secrétaire épiscopal et chapelain de la cathédrale de Münster. Il travaille également comme sténographe à la consignation des négociations sur le Concile Vatican II.

En 1966, il devient secrétaire privé de Joseph Höffner. En 1967, il est nommé évêque par  ce dernier et devient vicaire général du diocèse de Münster. En 1967, il reçoit le titre de chanoine résident de la Cathédrale de Münster.

## Épiscopat

### Évêque auxiliaire
Le 18 janvier 1973, il est nommé évêque titulaire de Rotaria (de) et évêque auxiliaire de Münster par le pape Paul VI. Il reçoit sa consécration épiscopale le 24 février 1973, de la part de Heinrich Tenhumberg. Ses coconsécrateurs sont Laurenz Böggering (de) et Heinrich Baaken (de).

### Évêque de Münster
Le 11 janvier 1980, le pape Jean-Paul II le nomme évêque de Münster. L'inauguration solennelle a eu lieu le 16 mars de cette même année. Reinhard Lettmann est également nommé membre de la Commission œcuménique de la Conférence épiscopale allemande. A Rome, il est membre de la Congrégation pour le culte divin et la discipline des sacrements.
Le 28 mars 2008, âgé de 75 ans et avec l'accord du pape Benoît XVI, Lettmann démissionne et devient ainsi évêque émérite de Münster.
Il meurt le 16 avril 2013, en face de la basilique de la Nativité à Bethléem, alors qu'il est en pèlerinage.

## Distinctions
- 1991 : Docteur honoris causa de l'université de Münster
- 2006 : Docteur honoris causa de l'université de Bucarest
- 2008 :
  - Docteur honoris causa de l'université de Vechta (de)
  - Grand-croix pro piis meritis de l'ordre pro Merito Melitensi de l'ordre souverain de Malte.

## Publications
- Die Diskussion über die klandestinen Ehen und die Einführung einer zur Gültigkeit verpflichtenden Eheschließungsform auf dem Konzil von Trient, Münsterische Beiträge zur Theologie, Heft 31, Dissertation, Münster 1967
- Lebensnahes Beten. Gedanken über unser Sprechen mit Gott, Kevelaer 1979,  (ISBN 3-7666-9078-7).
- Vom Glauben der Gemeinde getragen. Gedanken und Anregungen zum pastoralen Dienst, Kevelaer 1980,  (ISBN 3-7666-9111-2).
- Fenster in den Mauern des Alltags. Anregungen zu unserem täglichen Beten, Kevelaer 1981,  (ISBN 3-7666-9169-4) (zusammen mit Alfons Nossol)
- Maria – Mutter der Glaubenden. Meditationen, Kevelaer 1982,  (ISBN 3-7666-9251-8).
- Christsein durch Einsicht und Entscheidung. Christusmeditationen, Kevelaer 1984,  (ISBN 3-7666-9338-7).
- Aufbruch aus der Begegnung. Gedanken zu einer Grundhaltung christlichen Lebens, Kevelaer 1988,  (ISBN 3-7666-9555-X).
- Was er euch sagt, das tut. Mit Maria im Dienst der Erlösung, Kevelaer 1988,  (ISBN 3-7666-9607-6).
- Wir brauchen einen langen Atem. Beiträge zur aktuellen Situation von Kirche und Gesellschaft, Kevelaer 1989,  (ISBN 3-7666-9662-9).
- Frieden – die Herausforderung unserer Tage. Predigten und Denkanstöße, Kevelaer 1991,  (ISBN 3-7666-9745-5).
- Dir will ich singen und spielen. Als Christ auf dem Weg, Kevelaer 1992,  (ISBN 3-7666-9767-6).
- Der fünfte Engel. Über die Freude an Gott und seiner Schöpfung, Kevelaer 1993,  (ISBN 3-7666-9788-9).
- Und der Glaube trägt das Licht. Über Sendung und Auftrag der Christen, Kevelaer 1995,  (ISBN 3-7666-9926-1).
- Am Rande des Geheimnisses. Der Mensch und seine Gotteserfahrung, Kevelaer 1996,  (ISBN 3-7666-9998-9).
- Um des Himmelreiches willen. Gedanken zur priesterlichen Ehelosigkeit, Leutesdorf 1996,  (ISBN 3-7794-1383-3).
- Die kleine Feder. Getragen von Gottes Geist. Gedanken und Meditationen, Kevelaer 1999,  (ISBN 3-7666-0187-3).
- Zeit der Gnade. Gedanken an der Wende des Jahrtausends, Kevelaer 2000,  (ISBN 3-7666-0272-1).
- Nardenöl und leere Hände. Texte zur Besinnung – Einladung zum Lobpreis Gottes, Kevelaer 2001,  (ISBN 3-7666-0356-6).
- Die unsichtbare Hand. Impulse zum Gebet, zur Meditation und zur Verkündigung, Kevelaer 2002,  (ISBN 3-7666-0407-4).
- Das lichtvolle Geheimnis. Nach-Gedachtes, Kevelaer 2004,  (ISBN 3-7666-0531-3).
- Trommler der Auferstehung. Ermutigung zum Glauben, Kevelaer 2005,  (ISBN 3-7666-0644-1).
- An heiligem Feuer. Anregungen zur spirituellen Verwurzelung der pastoralen Arbeit, Kevelaer 2005,  (ISBN 3-7666-0697-2).
- Reiter in der Morgendämmerung. Mut zur Zukunft, Kevelaer 2007,  (ISBN 978-3-7666-0809-3) oder  (ISBN 3-7666-0809-6).
- Atmen im Ewigen. Gedanken für den Alltag, Kevelaer 2008,  (ISBN 978-3-7666-0863-5).
- Jesus im Heiligen Land begegnen, Münster 2008,  (ISBN 978-3-937961-80-4) oder  (ISBN 3-937961-80-1).